# Philip Berg
Philip S Berg, de son vrai nom Shraga Feivel Gruberger, né le 20 août 1927 à Brooklyn (New York) et mort le 16 septembre 2013 à Los Angeles (Californie), est le fondateur du Centre de la Kabbale de Los Angeles.

## Biographie
Il naît en 1927 ou 1929 à Brooklyn dans une famille juive orthodoxe. Il suit une éducation religieuse tout d’abord à Williamsburg puis à la yeshiva Torah Vodaas où il est ordonné rabbin en 1951.
Deux ans plus tard il devient agent d'assurance à New York Life et épouse Rivkah Brandwein avec qui il aura huit enfants.
Il rencontre son mentor kabbalistique en Israël en 1962 : le rabbin Yehuda Brandwein, oncle de sa femme et doyen de la yeshiva Kol Yehuda fondée par le rabbin Ashlag. Faisant la navette entre Israël et les États-Unis, il devient son disciple et entreprend de publier et de distribuer des ouvrages kabbalistiques. Pour ce faire, il établit conjointement avec lui le National Institute for the Research of Kabbalah, futur Research Centre for Kabbalah puis Kabbalah Centre, qui ne semble pas à l’époque avoir eu de local propre.
En 1969, à la mort de rabbi Brandwein, Feivel Gruberger se proclame son successeur. Néanmoins, Avraham, fils de Yehuda Brandwein et actuel doyen de Yeshiva Kol Yehuda, prétend avoir toujours été le seul successeur de son père.
En 1971, ayant quitté Rivkah et leurs enfants, il épouse Karen (Kathy Mulnick?), une secrétaire rencontrée en 1959 alors qu’il était agent d’assurances, puis perdue de vue pendant dix ans. Elle est divorcée et mère de deux filles. Selon la documentation du Centre, elle aurait joué un rôle déterminant dans la carrière de son mari en le persuadant de lui enseigner la kabbale - théoriquement réservée à un public restreint d’érudits orthodoxes - encouragée par Yehuda Brandwein qui lui serait apparu en rêve. Cette même année, ils émigrent en Israël et commencent à y propager leur version de la kabbale.
En 1973, après la naissance de leurs deux fils Yehuda et Michael, le couple revient aux États-Unis et s’installe à Queens où réside la famille de Karen. Par la suite ils retournent en Israël où ils séjournent principalement jusqu’en 1984. C’est durant cette période que Feivel Gruberger devient Philip Berg.
En 1989, le Centre ouvre sa branche de Los Angeles et la famille s’installe en Californie.
Depuis l’attaque cérébrale de Philip Berg en 2004, sa femme et ses deux fils, codirecteurs du Centre, ont pris la direction effective des opérations.
Philip Berg est mort le 16 septembre 2013.

## Sources
- (en) Inside Hollywood Hottest Cult, Mim Udovich, Radar Online, 18-21 juin 2005 article en quatre parties, I, II et III accessibles à partir de IV
- (en) The Thin Red Line, Elena Lappin, The Guardian, 11 décembre 2004